# 2018年ゴールデンスピン
2018年ゴールデンスピン（クロアチア語: 51. Zlatna pirueta Zagreba, 英語: 51st Golden Spin of Zagreb）は、2018年にクロアチアで開催されたフィギュアスケートの国際競技会。国際スケート連盟による2018/2019 ISUチャレンジャーシリーズの第10戦である。

## 概要
2018年ゴールデンスピンは2018-2019年シーズンに開催されたゴールデンスピン。クロアチアスケート連盟が主催し、2018年12月5日から8日にかけて、シニアクラスの男女シングル、ペア、アイスダンス競技と、ジュニアクラスの男女シングル、ペア、アイスダンス競技がクロアチア・ザグレブのドムスポルトヴァ（クロアチア語: Dom sportova）にて行われた。当大会は第51回大会で、ISUチャレンジャーシリーズの一つに組み込まれた。

## 競技結果

### 男子シングル
- ショートプログラム - 12月6日
- フリースケーティング - 12月7日

### 女子シングル
- ショートプログラム - 12月6日
- フリースケーティング - 12月8日

### ペア
- ショートプログラム - 12月7日
- フリースケーティング - 12月8日

### アイスダンス
- リズムダンス - 12月6日
  - パターンダンスパート : タンゴロマンチカ
  - クリエイティブパート : タンゴ、その他あらゆるリズム
- フリーダンス - 12月7日